# Трафик (филм, 1971)
„Трафик“ (на френски: Trafic) е френски филм от 1971 година, комедия на режисьора Жак Тати по негов собствен сценарий.
Действието е развито около перипетиите на господин Юло – добронамерен, но несръчен персонаж от няколко филма на Тати, – който се опитва да закара от Франция в Амстердам експонат за автомобилно изложение – многофункционален автомобил за къмпингуване. Главните роли се изпълняват от Жак Тати, Мария Кимбърли, Марсел Фравал.